# 戈德林山

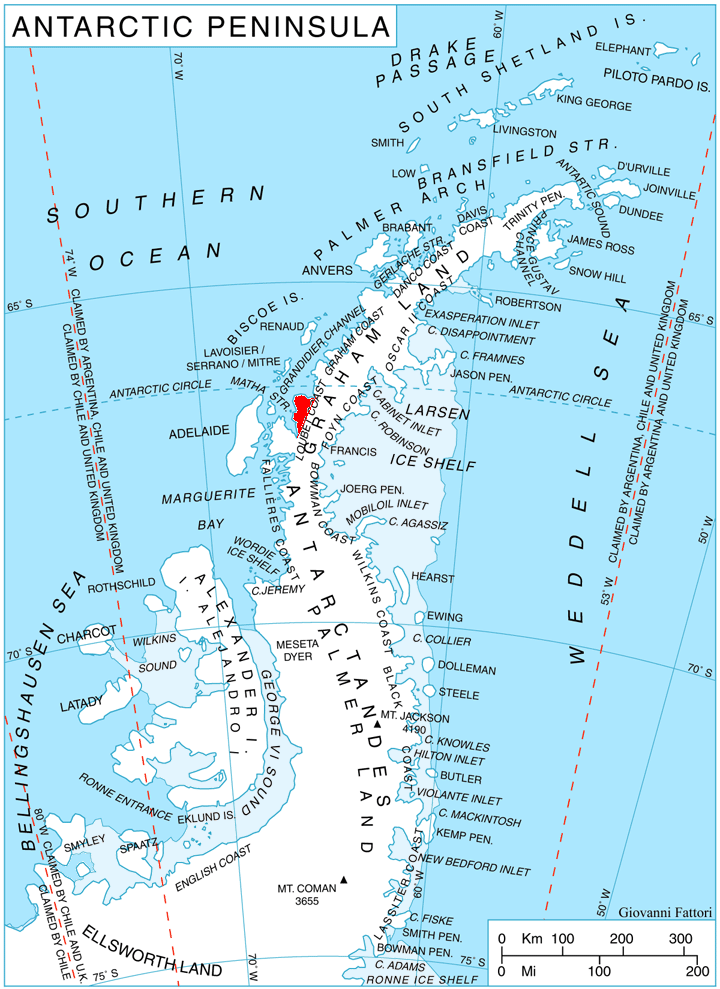

戈德林山（英語：Mount Goldring），是南極洲的山峰，位於葛拉漢地的盧貝海岸，處於墨菲冰川北岸，根據英國研究隊拍攝的空中照片繪入地圖，現時由南極條約體系管理。